# GAMMA

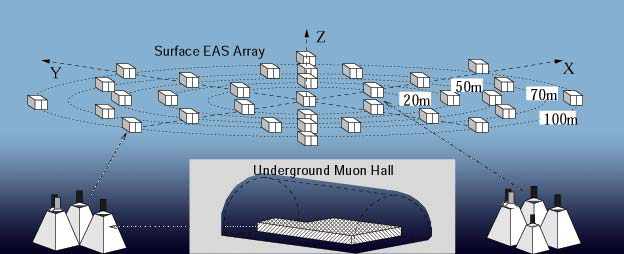
Схема розташування детекторів в експерименті GAMMA

GAMMA — обсерваторія космічних променів і гамма-променів, розташована на південному схилі гори Араґац у Вірменії. Обсерваторія досліджує:
- Енергетичні спектри первинних космічних променів і їхній елементний склад при енергіях 1015 –1018 еВ (ця область називається «коліном», бо на неї припадає перегин на графіку енергетичного спектру космічних променів)[1][2][3]
- Інтенсивність дифузного гамма-випромінювання Галактики при енергіях 1014 –1015 еВ[4]
- Широкі атмосферні зливи рівні гір
- Утворення жорстких адронних струменів при енергіях ~1016 еВ

Обсерваторія складається з 33 наземних детекторних станцій та 150 підземних детекторів мюонів для реєстрації широких атмосферних злив. Оьсерваторія знаходиться на висоті 3200 м над рівнем моря, що відповідає глибині атмосфери приблизно 700 г/см2. Наземні станції масиву утворюють 5 концентричних кіл радіусами 20, 28, 50, 70 і 100 м. Кожна станція містить 3 пластикових сцинтиляційних детектора розмірами 1 м × 1 м × 0,05 м. 9 центральних детекторних станцій містять додатковий малий сцинтилятор розміром 0,3 м × 0,3 м × 0,05 м для вимірювань високої щільності частинок (набагато більше 100 частинок/м2). На верхній частині алюмінієвого корпусу, що закриває кожен сцинтилятор, розміщено фотопомножувач. Один з трьох детекторів кожної станції спостерігається двома фотопомножувачами, один з яких призначений для швидких вимірювань часу. 150 підземних мюонних детекторів компактно розташовані в підземному залі під шаром бетону та гірської породи глибиною 2.3 кг/см2, що забезпечує детектування потоку мюонів з енергією більше 5 ГеВ.
Результати експерименту GAMMA за 2004—2010 роки представлені в посиланнях нижче.